# 蒙塔莱勒布瓦
蒙塔莱勒布瓦（法語：Montalet-le-Bois，法語發音：[mɔ̃talɛ lə bwa]）是法国伊夫林省的一个市镇，属于芒特拉若利区。

## 地理
蒙塔莱勒布瓦（49°2'47"N, 1°49'33"E）面积3.01 平方千米，位于法国法蘭西島大區伊夫林省，该省份为法国北部内陆省份，北起瓦兹河谷省，西接厄尔省，西南接厄尔-卢瓦省，东南接埃松省，东临上塞纳省。
与蒙塔莱勒布瓦接壤的市镇（或旧市镇、城区）包括：韦克桑地区布吕埃伊、让布维尔、韦克桑地区兰维尔、蒙西扬河畔万维尔。

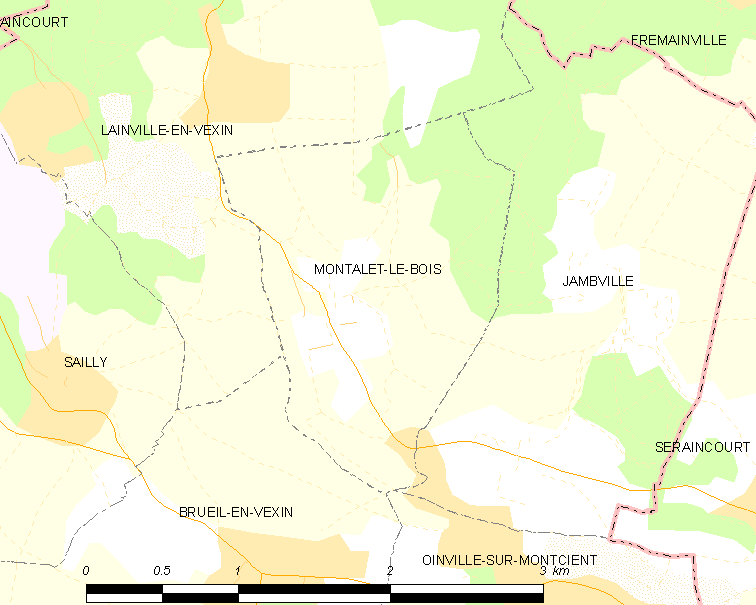
蒙塔莱勒布瓦的OSM定位图

蒙塔莱勒布瓦的时区为UTC+01:00、UTC+02:00（夏令时）。

## 行政
蒙塔莱勒布瓦的邮政编码为78440，INSEE市镇编码为78416。

## 政治
蒙塔莱勒布瓦所属的省级选区为利迈县。

## 人口

1962-2008年间蒙塔莱勒布瓦人口变化图示

蒙塔莱勒布瓦于2022年1月1日时的人口数量为321人。